# Anemplocia imparata
Anemplocia imparata là một loài bướm đêm trong họ Geometridae.